# Обсерватория „Каменско плато“
Обсерваторията „Каменско плато“ се намира в планински район на Казахстан, на 11 км от столицата Алмати.
Тя е сред 3-те обсерватории към Астрофизичния институт „Фесенков“ (АФИФ) и най-старата от тях. Разположена е на територията на АФИФ и днес е в рамките на града. Освен това е най-близкия до столицата обект за професионално наблюдение на звезди. Понякога е наричана Обсерватория Алма-Ата. Тя е един от световните центрове за изучаване на Слънцето. Днес смогът, прахът и светлините от близкия град създават сериозни затруднения за работата на телескопите и затова основните наблюдения се правят в обсерваториите Тян-Шан и Аси-Турген.

## История
През първите години от съществуването на АФИФ се извършват изследователски работи по спектроскопия и атмосферна оптика. Голям недостатък е липсата на необходимата основа за провеждане на астрономически наблюдения. През 1943 г. академик Василий Фесенков предлага създаването към института на голяма обсерватория близо до Алма-Ата. Въз основа на проучването на климата в няколко местности, за тази цел е избран районът на Каменското плато, разположено на надморска височина от 1450 м, в подножието на Заилийски Алатау. Основатели на обсерваторията са академик Фесенков и член-кореспондентите Гавриил Тихов, Борис Воронцов-Веляминов и Николай Парийски, които по време на Великата отечествена война са евакуирани в Алма-Ата.
Обсерваторията е проектирана през 1945 г. като точно копие на Пулковската обсерватория в Москва, но с доста по-скромни размери. Строителството започва през 1947 г., а сградата на института е построена от японски военнопленници. На следващата година обсерваторията „Каменско плато“ е изградена и започват първите астрономически наблюдения. В началните години от съществуването си тя се нарича Планинска астрофизична обсерватория. През 1962 г. се превръща в постоянна наблюдателна станция.
Сградите и павилионите в обсерваторията са построени по държавния стандарт, използвайки разнообразни конструкции и материали. Единственото, което претърпява промени във времето, са покривите на павилионите, които са били направени с тънко дървено покритие, което поради силните ветрове се е наложило да бъде променено.

## Инструментариум
В наши дни обсерваторията разполага с 5 телескопа, които се използват за наблюдение на галактики, звезди, планети и геостационарни спътници. Това са:
- 50-сантиметровият рефлекторен телескоп, тип Херц, е получен през 1948 г. от Потсдамската обсерватория. Той е един от петте, пристигнали като репарации от Германия.[6][7] Диаметърът на огледалото му е D = 500 mm, фокусното разстояние е F = 11000 mm, а теглото му е около 300 кг. Първоначално е монтиран в дървен павилион, но през 1953 г. е построен нов, масивен. Това е първият телескоп в обсерваторията и днес той се използва само за наблюдения от екскурзианти.[1][6][3][7]

В павилиона на телескопа „Херц“ е експонирана музейна сбирка. Показани са стар магнетофон, първата изчислителна машина, дървени маси от времето на Съветския съюз, стари лампи, морски часовник, атлас от 1950 година и други. Изложен е и донесеният от Фесенков 17-килограмов фрагмент от Сихоте-Алинския метеорит, състоящ се от 93% чисто желязо и 6% никел.
- АЗТ-8 – рефлекторен телескоп тип Касегрен с диаметър на огледалото D = 700 мм, фокусно разстояние F главен = 2800 mm, F Касаген = 11000 mm и F Куде = 28000 mm. Работи от 1964 г. и с него се извършват позиционни и фотометрични наблюдения на спътници, планетарни мъглявини и активни ядра на галактиките.[1][8]

- Цайс-600 – оптична система Касегрен, диаметър на огледалото D = 600 mm, фокусно разстояние F = 7200 mm. Инсталиран е през 1972 г. и на него се извършват наблюдения на планетите.[1] Този инструмент е оборудван с електрофотометър за измерване на поляризацията на излъчването на обектите и спектрограф за изследване на мъглявини и звезди.[9]

По време на противостоянието на Марс през 1999 г., с CCD-камера ST-6V, свързана с телескопа, са направени поредица от снимки във времевия диапазон, когато планетата все още не е видима за европейските и американски наблюдатели. На изображенията, получени на 24, 25 и 26 април, при дължини на вълните по-къси 550 nm, се вижда големият циклон на Марс, открит от космическия телескоп Хъбъл на 27 април 1999 г.
- 70-сантиметров рефлекторен телескоп, получен през 1964 г., предназначен за спектрални и фотометрични изследвания. Поръчан е по-рано от Тихов и е проектиран като специален планетарен телескоп за астроботанически наблюдения, но е произведен и поставен едва след неговата смърт. Оборудван е със спектрограф за изследване на емисионни обекти, като галактики с активни ядра, планетарни мъглявини и звезди с емисионни спектри. През 1988 г. с него са направени повече от една четвърт от всички наблюдения в света на своеобразните галактики на Маркарян.[4][9][11]

- АСИ-2 – светосилен менисков телескоп, първият от системата на Дмитрий Максутов, инсталиран в СССР. Диаметърът на огледалото му е D = 500 mm, а фокусното разстояние – F = 1200 mm. Ползва се за изследване на фината структура на газови и прахови мъглявини.[1] Неговият павилион е първият, построен на Каменското плато и с него е открита кометата Чурюмов-Герасименко.[2][6]

- Затъмняващ коронограф тип Лио (D = 120 mm, F = 3 000 mm), известен още като „Цайс коронограф“, получен през 1950 – 1952 г. като репарации от Германия.[8]

- Малка светосилна камера на Шмидт от 1950 – 1960 г., която изпълнява функциите на кометен патрул.[8]

- Астрогеодезична камера от 1975 г. с оптична система тип Шмидт, D = 420 mm, F = 770 mm. Също изпълнява функциите на кометен патрул.[12]

- Рефрактор на Фьодор Бредихин (D = 125 mm, F = mm) от 1946 г., за снимане на малки планети. Донесен е от Пулковската обсерватория.[8]

## Изследователска дейност
- Атмосферна оптика
- Междузвездна среда
- Светли и тъмни мъглявини
- Слънчева активност
- Спектрофотометрия на активни галактики
- Звездна астрономия
- Големи планети от Слънчевата система
- Комети
- Астрометрия на активните ядра в галактиката
- Експериментални и теоретични изследвания на изкуствените спътници на Земята
- Изследвания в областта на физиката на ранната Вселена
- Проблемът с космическите отломки и опасността от комети, метеорити и астероиди

## Основни научни теми
- Създаване и поддържане на каталог на изкуствени космически обекти.
- Изследване на физиката на нововъзникващите космически обекти.
- Изследвания на оптичните свойства и структурата на атмосферите на планетите от Слънчевата система, нестационарни процеси на гигантските планети Юпитер и Сатурн.
- Изследвания на Луната и явления в сателитните системи на Юпитер и Сатурн.
- Изследване на геомагнитни прояви на слънчевата активност.
- Разработване на астрофизични изследвания за високо прецизно определяне на орбитите на космическите обекти.
- Разработване на съвременни числени методи в газовата механика и физиката на плазмата и тяхното приложение в астрофизичните изследвания и астродинамиката.
- Разработване на качествени, аналитични и числени методи за изучаване на непостоянни проблеми на динамиката на изкуствените и природните небесни тела.
- Разработване на методи на астрометрични изчисления за проблеми на динамиката на космическия полет.

## Постижения
- Едно от основните постижения на обсерваторията е откриването на неизвестни до онзи момент комети. Първата е забелязана случайно на 20 септември 1969 г. от двама астрономи и е наречена кометата 67P/Чурюмов-Герасименко.[6] Астрономът Светлана Герасименко снима кометата 32P/Комас Сола на АСИ-2 на Каменското плато. Разглеждайки фотографията в Киев, Клим Чурюмов открива още една комета, близо до ръба на снимката. Оказва се, че тя е неизвестна до онзи момент и впоследствие получава името Чурюмов – Герасименко.[7] По-късно в обсерваторията са открити още две – Чурюмов-Солодовников и Солодовников.[6]
- През 1953 г. е издаден „Атлас на газови и прахови мъглявини“.[12]
- 5000 снимки, направени на телескопа АСИ-2.[12]
- Между 1950-те и 1960-те години са направени 415 астрометрични измервания на астероиди от главния пояс.[12]
- През 1960-те години е издаден фотометричен каталог на отразяващите мъглявини.[12]
- Открити са около 50 Сейфертови галактики.[12]
- На 17 август 1979 г. за първи път е наблюдавано покритието на звезда от астероид.[12]

## Любопитно
- През лятото на 1951 г. неизвестният още 18-годишен руски фантаст Борис Стругацки изкарва стаж в обсерваторията, при Гавриил Тихов, основател на сектора по астроботаника в института „Фесенков“.[3]
- На територията на обсерваторията минава „Пътят на желанията“ – алея от дървета, засадени по 77-ия меридиан.[2]